# Trap House
Trap House è il primo album in studio del rapper statunitense Gucci Mane, pubblicato nel 2005.

## Tracce
1. Intro – 0:38
2. Trap House – 4:19
3. That's All – 4:38
4. Booty Shorts – 4:20
5. Icy (feat. Young Jeezy &  Boo) – 4:43
6. Two Thangs – 4:18
7. Money Don't Matter (feat. Torica) – 4:56
8. That's My Hood – 4:51
9. Lawnmower Man – 4:24
10. Pyrex Pot – 4:55
11. Independent Balling Like a Major #1 – 1:04
12. Black Tee (feat. Bun B, Lil Scrappy, Young Jeezy, Killer Mike & Jody Breeze) – 5:10
13. Corner Cuttin' (feat. Khujo) – 4:38
14. Independent Balling Like a Major #2 – 0:45
15. Hustle – 4:45
16. Damn Shawty (feat. Young Snead) – 4:11
17. Go Head (feat. Mac Bre-Z) – 5:04
18. Outro – 0:25